# All Hope Is Gone
All Hope Is Gone este al 4-lea album de studio al formației americane de metal, Slipknot. A fost lansat în data de 20 august 2008, până astăzi a fost certificat cu platină în SUA la 10 august 2010, pentru vânzări de peste 1.000.000 de exemplare, și este ultimul album al trupei cu Paul Gray, care a decedat. Acest album a adus o schimbare de stil în muzica și imaginea trupei. A primit critici mixte de la critici și fani deopotrivă. Este și al doilea album Slipknot pe care s-au folosit chitare acustice și solo-uri la chitară, dupa Vol. 3: (The Subliminal Verses) al treilea album de studio al trupei. Albumul a debutat pe locul 1 în topul Billboard 200. Până în 2010 albumul s-a vândut în peste 1.000.000 de exemplare, iar Psychosocial, al doilea single extras de pe album, le-a adus prima lor nominalizare la premiile MTV Video Music la categoria "Best Rock Video", și a șaptea nominalizare la premiile Grammy pentru "Best Metal Performance" a melodiei Dead Memories. Albumul a intrat în top 10 în 22 de topuri în întreaga lume.

## Lista pieselor
Toate melodiile sunt scrise și compuse de Slipknot. 
| Nr.             | Titlu                         | Lungime |  |
| 1.              | „.execute.”                   | 1:50    |  |
| 2.              | „Gematria (The Killing Name)” | 6:03    |  |
| 3.              | „Sulfur”                      | 4:39    |  |
| 4.              | „Psychosocial”                | 4:45    |  |
| 5.              | „Dead Memories”               | 4:30    |  |
| 6.              | „Vendetta”                    | 5:17    |  |
| 7.              | „Butcher's Hook”              | 4:16    |  |
| 8.              | „Gehenna”                     | 6:55    |  |
| 9.              | „This Cold Black”             | 4:42    |  |
| 10.             | „Wherein Lies Continue”       | 5:38    |  |
| 11.             | „Snuff”                       | 4:38    |  |
| 12.             | „All Hope Is Gone”            | 4:47    |  |
| Lungime totală: | Lungime totală:               | 57:57   |  |

| iTunes pre-order bonus track |                       |         |  |
| Nr.                          | Titlu                 | Lungime |  |
| 13.                          | „Psychosocial (Live)” | 4:30    |  |
| Lungime totală:              | Lungime totală:       | 62:27   |  |

| Special Edition bonus tracks |                                    |         |  |
| Nr.                          | Titlu                              | Lungime |  |
| 13.                          | „Child of Burning Time”            | 5:09    |  |
| 14.                          | „Vermilion Pt. 2 (Bloodstone Mix)” | 3:39    |  |
| 15.                          | „'Til We Die”                      | 5:45    |  |
| Lungime totală:              | Lungime totală:                    | 72:30   |  |

## Poziții în topuri
| Clasament (2008)         | Poziții de top |
| ------------------------ | -------------- |
| Australian Albums Chart  | 1              |
| Austrian Albums Chart    | 2              |
| Belgian Albums Chart     | 2              |
| Canadian Albums Chart    | 1              |
| Dutch Albums Chart       | 6              |
| European Top 100 Albums  | 1              |
| Finnish Albums Chart     | 1              |
| French Albums Chart      | 3              |
| German Albums Chart      | 2              |
| Irish Albums Chart       | 3              |
| Italian Albums Chart     | 3              |
| Japan Albums Chart       | 2              |
| Mexican Albums Chart     | 5              |
| Netherlands Albums Chart | 5              |
| New Zealand Albums Chart | 1              |
| Norwegian Albums Chart   | 2              |
| Polish Albums Chart      | 13             |
| Portuguese Albums Chart  | 4              |
| Spain Albums Chart       | 9              |
| Swedish Albums Chart     | 1              |
| Swiss Albums Chart       | 1              |
| UK Albums Chart          | 2              |
| US Billboard 200         | 1              |

## Certificări
| Clasament (2008)      | Certificări           |
| --------------------- | --------------------- |
| Australia (ARIA)      | Aur (35,000+)         |
| Canada (CRIA)         | Platinum (40,000+)    |
| Germania (BVMI)       | Aur (100,000+)        |
| [[Japonia] (RIAJ)     | Aur (100,000+)        |
| Noua Zeelandă (RIANZ) | Aur (7,500+)          |
| Regatul Unit (BPI)    | Aur (100,000+)        |
| Statele Unite (RIAA)  | Platinum (1,000,000+) |

## Personal
Pe lângă numele real, membrii trupei mai au ascociate numere de la zero la opt.
| Slipknot - (#8) Corey Taylor – vocal - (#7) Mick Thomson – chitară - (#6) Shawn Crahan – percuție, back vocal - (#5) Craig Jones – clape, samples, media - (#4) Jim Root – chitară - (#3) Chris Fehn – percuție, back vocal - (#2) Paul Gray – chitară bas, back vocal - (#1) Joey Jordison – baterie, percuție - (#0) Sid Wilson – turntables | Producție - Dave Fortman – producător muzical - Jeremy Parker – inginerie audio - Colin Richardson – mixaj - Matt Hyde – inginerie mix - Oli Wright – inginerie - Ted Jensen – audio mastering - Monte Conner – A&R - Cory Brennan – management - Jaison John – management assistant - Shawn Crahan – art direction, DVD regizor | Producție (continued) - Rick Roskin – US booking agent - John Jackson – international booking agent - Rob Shore – business management - P. R. Brown – photography, design - Chris Vrenna – additional production - Clint Walsh – additional production - Matt Sepanic – producer - Bionic Mastering – DVD authoring |